# Luigi Tasselli
Luigi Tasselli (ur. 20 października 1901 w Virgilio, zm. 5 listopada 1971 w Mantui) – włoski kolarz torowy, złoty medalista olimpijski.

## Kariera
Największy sukces w karierze Luigi Tasselli osiągnął w 1928 roku, kiedy wspólnie z Cesare Faccianim, Giacomo Gaionim i Mario Lusianim zdobył złoty medal w drużynowym wyścigu na dochodzenie podczas igrzysk olimpijskich w Amsterdamie. Był to jedyny medal wywalczony przez Tassellego na międzynarodowej imprezie tej rangi, był to także jego jedyny start olimpijski. Nigdy nie zdobył medalu na torowych mistrzostwach świata.